# Saúl Villalobos
Saúl Villalobos Gutiérrez (San Juan de los Lagos, 26 giugno 1991) è un ex calciatore messicano, di ruolo centrocampista.

## Carriera

### Club
Dopo aver trascorso un anno nell'Académicos, nel 2009 si trasferisce all'Atlas dove ha collezionato 12 presenze.

### Nazionale
Nel 2011 viene convocato nell'Under-20 per prendere parte al campionato mondiale di calcio Under-20.